# كأس رابطة الدول المستقلة

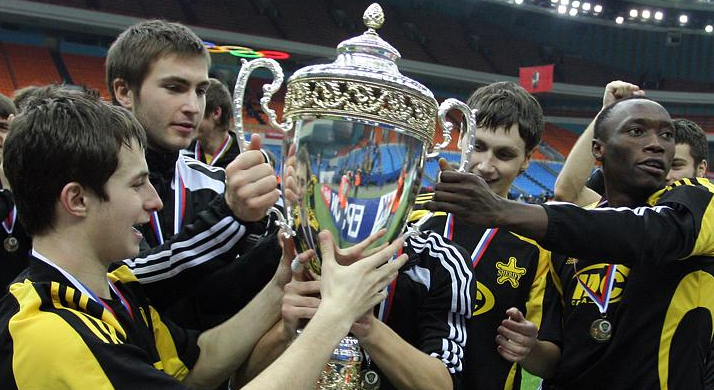

كأس رابطة الدول المستقلة (بالروسية: Кубок чемпионов Содружества, Кубок Содружества, Кубок чемпионов содружества стран СНГ и Балтии)‏ كانت بطولة كرة قدم سنوية إقليمية، معترف بها من قبل الفيفا.
تأسست البطولة في البداية لنوادي كرة القدم في جمهوريات الاتحاد السوفيتي السابق في العام 1993 (بعد عام من انهياره). في عدة مناسبات رفضت بعض منظمات كرة القدم الوطنية في الجمهوريات السوفيتية السابقة وكذلك الأندية الفردية المشاركة في البطولة لأسباب مختلفة. عادة ما تُرسل الدعوة إلى أفضل الأندية في الدول الأعضاء في رابطة الدول المستقلة، وكذلك إستونيا ولاتفيا وليتوانيا للأندية البطلة أو الوصيفة، بينما شهدت الكأس في النسخ الأخيرة (قبل العام 2012) مشاركة أندية من صربيا وفنلندا.
في العام 2012، أصبحت الكأس مسابقة للمنتخبات الأولمبية الوطنية. في السابق فقط شارك منتخب روسيا تحت 21 سنة في المنافسة.
تم استبعاد المسابقة في عام 2016.

## الآداء حسب أندية البلدان المشاركة
| الدولة       | الألقاب | الوصيف |
| ------------ | ------- | ------ |
| روسيا        | 11      | 5      |
| أوكرانيا     | 5       | 2      |
| أذربيجان     | 3       | 1      |
| مولدوفا      | 2       | 2      |
| أوزبكستان    | 1       | 2      |
| جورجيا       | 1       | 1      |
| جنوب أفريقيا | 1       |        |
| لاتفيا       |         | 4      |
| بيلاروسيا    |         | 3      |
| كازاخستان    |         | 2      |
| ليتوانيا     |         | 1      |
| فنلندا       |         | 1      |